# Abida partioti
Abida partioti es una especie de molusco gasterópodo pulmonado de la familia Chondrinidae.

## Distribución geográfica
Es endémica de los Pirineos centrales (España y Francia).